# Тоскалюк Михайло Тимофійович
Миха́йло Тимофі́йович Тоскалю́к (8 листопада 1906— 7 січня 1979) — український педагог, партизан. Командир партизанського загону імені Чапаєва.

## Біографія
Перед війною з німцями працював завідувачем Чемеровецького районного відділу народної освіти. Був єдиним серед учителів району кавалером ордена «Знак Пошани» .
Коли почалася війна, Тоскалюка призвали до армії. Він був начальником артилерійського складу. Воював в Україні до вересня 1941 року. Тяжко поранений, лишився на полі бою в містечку Оржиця Полтавської області. Там потрапив до табору для військовополонених, але при першій же нагоді втік. Два місяці пробирався на милицях в Чемерівці .
Діяльність партизанського загону імені Чапаєва та його командира Михайла Тоскалюка висвітлено в документальній повісті Йосипа Протоцького «Друзі мої партизани».